# ناوارو (کالیفرنیا)
ناوارو (به انگلیسی: Navarro) یک منطقهٔ مسکونی در ایالات متحده آمریکا است که در شهرستان مندوسینو، کالیفرنیا واقع شده‌است. ناوارو ۸۲ متر بالاتر از سطح دریا واقع شده‌است.